# Misumenops decolor
Misumenops decolor es una especie de araña cangrejo del género Misumenops, familia Thomisidae. Fue descrita científicamente por Kulczynski en 1901.

## Distribución
Esta especie se encuentra en Etiopía.